# Классическая драма
Классическая драма — драма, получившая развитие в странах Европы в эпоху Барокко и основанная на своеобразно интерпретируемой поэтике античной трагедии.

## Описание
Высокохудожественные образцы драмы в эпоху барокко в странах Европы не создаются, исключение — Англия и Испания. В разорённой религиозными войнами, экономически отсталой, почти насквозь феодальной Германии период барокко — несмотря на захватываемый им большой временной отрезок — представлен быстро и безнадежно устаревшими драмами Грифиуса и Лоэнштейна. Напротив, в экономически передовых, переживающих абсолютистский этап капиталистического развития Италии и, в особенности, Франции барочные элементы, получившие яркое выражение в зрелищном (несловесном) искусстве оперы и балета, в области художественного слова вытесняются новой формой, отражающей этот новый этап в становлении капиталистического общества, — классической драме.
Антиномичному, построенному на постоянном конфликте рационального и иррационального, антично-монументального и христиански-мистического, гиперболичному и беспокойному искусству Барокко искусство классицизма противостоит как упорядоченная, разумно согласованная и построенная, проникнутая трезвой рассудочностью и логической ясностью система риторических форм. Рационалистическая эстетика классицизма, требующая оформления драмы как наглядной и очевидной логической структуры с резко и экономно обозначенным членением непрерывно развивающегося действия, ищет и находит себе опору в своеобразно интерпретируемой поэтике античной трагедии.
Появившаяся впервые в переводе с греческого оригинала в 1498 году «Поэтика» Аристотеля с упоминанием единства времени («один круговорот солнца», то есть сутки) дала толчок к формулировке сразу трёх единств — места, времени и действия. При этом «единство действия понимается не как единство драматического интереса, а как сужение фабулы до размеров одной основной ситуации, одного господствующего положения, где никакие эпизоды и произвольные вставки недопустимы и излишни, ибо они мешают ясности сценического изображения; единство времени и места implicite заключено уже в основной тенденции, продиктовавшей ограничение и отбор элементов фабулы; во взаимодействии с единой ситуацией минимальное время и неменяющееся место гарантируют сплошное развитие этой ситуации, не допускают внесения эпизодов и случайных немотивированных моментов» (Борис Аполлонович Кржевский, Театр Корнеля и Расина, 1923).
Другой особенностью новой драматургии стало деление на акты, осмысливаемое как симметрическая градация напряжения. При этом функция отдельных актов в движении действия определяется по-разному. Одни предлагали такую теоретическую схему деления: 1 акт — expositio, 2 акт — замешательство, 3 акт — кажущаяся развязка, 4 акт — новое замешательство, 5 акт — окончательная развязка. Другие видоизменяли эту схему так: 1 акт — prothasis (вступление), 3 акт — epithasis (завязка), 5 акт — катастрофа, 2 и 4 акты — развитие действия. Возникнув в Италии, новая система театра достигла своего полного драматургического завершения во Франции. Там же она обрела и своих теоретиков.
Ещё в 1572 году Жан де ла Тайль опубликовал трактат под названием «Искусство трагедии». Он требовал от трагедии, чтобы в ней выводились исключительно лица знатного происхождения, чтобы действие развивалось без всего лишнего, громоздкого и грубого, отталкивающего (например, самоубийство или убийство). Он же формулировал классический закон о единствах: «Нужно всегда представлять историю или сюжет, — пишет ла Тайль, — совершающимся в один и тот же день, в одно и то же время и в одном и том же месте».
Через сто лет, в 1674 году, появилась дидактическая поэма Буало «Поэтическое искусство», имитирующая в заглавии римскую «Ars Poetica» Горация и опирающаяся в основном на «Поэтику» Аристотеля. «Поэтическое искусство» Буало утверждало строгие каноны французской классики, являясь наиболее выдержанной и полной её теорией.
Трагедию Буало определяет как произведение, которое должно захватывать страстью, выраженной в каждом слове героя, причем эта страсть и сущность конфликта должна стать ясной и ощутимой зрителем сразу, с первого появления. В этом получает своё выражение первое из трёх единств — единство действия. Второе единство — времени: действие должно охватывать в своём развитии одни сутки. Третье единство — единство места, где происходит действие.
Буало разъясняет, что такое нарастание интриги и как она должна завершиться в развязке, чтобы последняя была неожиданной и подобной раскрытию тайны. Характеры действующих лиц должны быть выдержаны от начала до конца и правдивы независимо от отношения автора к каждому из них, в противном случае все они будут лишь повторять автора. Каждое действующее лицо должно говорить языком, соответствующим его страсти, ибо у природы для выражения каждой страсти есть свой язык. Гнев выражается словами высокой патетики, печали подходят простые смиренные слова и т. д.
Драматург должен, оставляя каждому персонажу его характер и выразительность, сопереживать с ним. В комедии Буало предпочитает образцы уравновешенного Менандра желчному Аристофану. Комедиограф должен знать природу чувств и уметь читать в сердцах людей, дабы дать правдивое изображение их характера. В изображении комедийных положений нужно учитывать всемогущее время — каждому возрасту свойственны свои увлечения и свой способ их выражения.
Старик говорит иначе, чем юноша. Комедийные типы можно подглядеть везде, нужно только уметь пристально вглядываться «и в город и в королевский двор». В комедии не должно быть высоких страстей и их проявлений — слёз, большого страдания и т. д., но, с другой стороны, она всегда должна быть благородной, лишённой вульгарности. «Поэтическое искусство» Буало предписывает не совмещать элементов трагедийных и комедийных в одном произведении, так как это нарушило бы единство действия. Идеалом поэтических форм он считает античную литературу, сочетая одновременно её традиции с «изучением двора и познанием города», с рационалистической концентрацией сюжета.
«Классицизм» Буало и его предшественников часто определялся теоретиками буржуазной драмы как «ложный», и отсюда вся драматическая продукция эпохи определялась как «ложноклассическая». Такой подход конечно в основе «ложен», ибо для своего времени и в его условиях классицизм XVII и XVIII веков был вполне закономерным.
Социологические предпосылки классической драмы, как и искусства классицизма в целом, даны в особенностях политического и общественного строя эпохи абсолютизма. Выступление третьего сословия, отразившееся в боевом характере литературы Ренессанса, завершается в экономически передовых странах перестройкой феодально-сословного государства. Начавшийся в XVI веке процесс обуржуазивания дворянства, капитализации хозяйства наиболее мощной экономически части дворянства приводит в XVII веке к отрыву последней от своей феодальной периферии и врастанию её в буржуазный класс.
Однако это обуржуазившееся дворянство, представляя собой все ещё экономически и культурно мощную группу, проникнуто классовым самосознанием и, усваивая формы буржуазной культуры эпохи Ренессанса, соответственно модифицирует их. Навстречу этому процессу обуржуазивания дворянства идет процесс расслоения старого «третьего сословия», верхушка которого — денежная и служилая аристократия (noblesse de robe, noblesse de chambre) — подпадает под сильное влияние дворянства. Так осуществляется процесс своеобразного культурного одворянивания буржуазии. «Дворянство и буржуазия (крупная) были одинаково нужны для государства. Оба класса находили свою равнодействующую в лице неограниченного монарха» (Фриче).
Развитие капитализма на этом этапе требовало безусловной централизации административно-политической власти, строжайшей регламентации производства и торговли, всей области экономического строительства. «Существовал как бы некий „разум“, находящийся в центре и из центра направлявший всю жизнь сообразно им выработанным правилам». Это же преклонение перед разумом, это стремление упорядочить и нормировать художественное творчество, установить незыблемые законы «хорошего вкуса» определяет и всю литературную продукцию эпохи классицизма.
Поэт-классик как бы решает заданную извне задачу, подчиняя эмоциональные и иррациональные моменты своего творчества («чувство» и «воображение») разуму. Ибо для рационалистической эстетики прекрасное совпадает с разумным: среди сумбура разрозненных явлений поэт раскрывает тот гармоничный, упорядоченный, ясный космос, который и есть единое, общеобязательное для всех прекрасное.
«Классицизм является таким образом видом реализма, но реализма рассудочного, рационалистического» (Фриче). Этот рационализм сказался и в том, что классицизм избирает объектом своего изображения человека вообще, а не человека определённой эпохи, человека, рассудочно анализирующего свои переживания, а не подавленного аффектом. В сознании же господствующих классов этот «человек вообще» превращается в honnête homme, «человека из общества», который всеми сторонами своей души обращен к этому обществу, служит ему, отображает его, является его нормой и его проекцией; ибо высший класс общества — аристократия, двор, Версаль — реализованный идеал настоящей, полной и раскрывшейся личности, образец и закон, который определяет формы бытия каждого, кто желает явиться участником и звеном организованного космоса общественной жизни.
Так получают своё обоснование все особенности классической трагедии. Отсюда — отсутствие в ней историчности, несмотря на традиционную ориентацию на античную сюжетику и декорацию (последняя, наряду с реминисценциями драмы Ренессанса, диктовалась — во всяком случае, для французских господствующих классов — ещё и средневековым преданием о «вечном Риме»: французская государственная власть считала себя некоторым образом преемницей Римской империи). Отсюда — отсутствие индивидуализации в характеристике действующих лиц, устранение бытового материала, превращение героев в олицетворение известной (обычно социальной) добродетели, например, идеи гражданства, верноподданничества и пр.
Отсюда — экономия и ясность во всем аппарате драматургических средств: ограничение числа действующих лиц, наделённых определёнными и четкими драматическими функциями; широкое применение интриги как нормирующего и предрешающего развитие действия начала; введение откровенно-условных фигур «наперсников», помогающих продвигать действие без участия новых, эпизодических персонажей и не менее условных фигур «вестников», устраняющих массовые сцены с их сумятицей и нарушением чёткости величавых ритмов классической формы; пользование ограниченным числом постоянных и однообразных мотивов (сновидения, оракула и т. п.) для ретардации или раскрытия действия; симметрия как основной принцип композиции, параллелизма и контраста в группировке характеров и ситуаций, подчеркивающая соотношения двух борющихся сторон, страстей или интересов. Отсюда наконец строгий отбор стилистических средств, борьба с вольными синтаксическими конструкциями, с тавтологиями, риторическим накоплением, неясной метафорой, устранение всякого рода социальных диалектизмов, ограничение допустимой в трагедии лексики, скованной рифмой и цезурой; мерный и гладкий александрийский стих.

## Региональные особенности

### Франция
Первые опыты классической французской трагедии появляются в половине XVI века. Школа молодых драматургов и теоретиков, известная под названием «Плеяды», насаждала на французской почве национальное искусство в формах античной трагедии и комедии. Трагедия определяется ими как произведение, в котором есть «хоры, сны, привидения, боги, моральные сентенции, пространные реплики, короткие ответы, редкое историческое или патетическое событие, несчастная развязка, высокий стиль, стихи, время, не превышающее одного дня».
Здесь мы видим такой атавизм, как хор, но в дальнейшем развитии он довольно быстро исчезает, зато к единству времени добавляются и два других единства. Ранние образцы классической французской трагедии дают Жодель, который своей «Плененной Клеопатрой», по меткому выражению Ронсара, «первый заставил греческую трагедию зазвучать по-французски», Гревен, выступивший против всякого примирения с мистериальным репертуаром, Гарнье, Гарди де Вио, Франш-Конте, Мере, Монкретьен и др.
Наиболее яркими представителями классической трагедии в тех формах её, которые были охарактеризованы выше, являются драматурги Пьер Корнель (1606—1684) и Жан Расин (1639—1699). Ранний Корнель в своём «Сиде» (1636) ещё не соблюдает единств и строит трагедию по сценарию, напоминающему мистерии. Характерно, что и в содержании своём эта трагедия хранит ещё элементы феодальной (а не только абсолютистски-дворянской) идеологии.
Пьеса имела огромный успех, против которого вооружилась Французская академия, выступавшая по наущению всесильного кардинала Ришельё с протестом против неё. В нападках Академии на «Сида» были весьма четко формулированы требования, предъявляемые к классической трагедии. За «Сидом» последовали другие трагедии Корнеля: «Гораций», «Цинна», «Полиевкт», «Помпей», «Родогюна», надолго упрочившие вместе с произведениями Расина славу французской трагедии.
Подражая в своих первых трагедиях Корнелю, Расин, начиная с «Андромахи» (1667), выходит на самостоятельный путь, достигая вершин своего творчества в «Ифигении» и «Федре» и перенося центр конфликта с идеи долга на психологическую борьбу личности. Из современников и последователей Корнеля и Расина можно отметить де Рие, Ротру, Сирано де Бержерака, Буайе, Кино, Кребильона и других. Из комедийных авторов этого времени прославился Мольер (1622—1673), давший яркие образцы классической комедии французов.
По сравнению с холодной риторикой и изощрённым стилизмом Корнеля и Расина Мольер в своих комедиях темпераментнее, изображая в них, как и Корнель и Расин, типы единых страстей. Об этом говорят уже сами названия его комедий: «Скупой», «Мнимый больной», «Учёные женщины», «Мизантроп», «Мещанин во дворянстве» и др. Его творчество уже ярко выразило устремления третьего сословия.
Ряд его комедий, посвящённых бичеванию лицемерия и ханжества, вызвал против него гонения духовных и дворянских кругов («Тартюф», «Мизантроп», «Дон Жуан» и др.). Но вместе с тем само третье сословие Мольер достаточно зло бичует в своих комедиях за подражание дворянству («Мещанин во дворянстве»). Эти тенденции Мольера не были поняты например Руссо, указывавшим на его угодничество («Письмо к Даламберу»). Руссо поддержал целый ряд буржуазных моралистов — Риккобони, Нугаро, Кюбьер, Мерсье и др., — вслед за ним жестоко обрушившихся на Мольера за его «Амфитриона», «Школу мужей» и другие, в которых они усматривали издёвку над буржуазией, рассчитанную на успех у дворянской публики.
Параллельно с этой критикой, свидетельствующей об изживании французского классицизма, параллельно с созданием и укреплением «слезливой комедии» — собственно драмы Нового времени — делаются однако попытки со стороны идеологов крупной буржуазии использовать формы классической трагедии как орудие политической борьбы против того абсолютизма, идеализации которого она раньше служила. Вольтер продолжает внешне традицию Корнеля и Расина, но и сюжетика его с характерным тяготением к экзотизму («Магомет», «Китайская сирота», «Скифы») и явный перевес публицистического элемента над художественным свидетельствуют об упадке старой формы.
Кратковременное возрождение классической трагедии наблюдается снова на подъёме Великой французской революции: на этот раз возвращение к античности, ориентация литературы на классический стиль диктуются настоятельной потребностью буржуазии как класса «скрыть от самих себя ограниченное содержание своей борьбы и поддержать свой энтузиазм на высоте исторической трагедии» (Карл Маркс, «18 брюмера Луи Бонапарта»).
Так возникают явно публицистические и агитационные трагедии Сорена, Лемьерра, М. Ж. Шенье, умирающие вместе с якобинцами.

«Как только создалась новая общественная формация,.. исчез и воскресший из мёртвых древний мир — Брут, Гракхи, трибуны, сенаторы и сам Цезарь. Истинные полководцы буржуазии сидели теперь за конторками. Поглощённые производством богатств и конкурентной борьбой, они забыли, что у их колыбели стояли тени древнего Рима».— Карл Маркс
Попытки возродить классическую трагедию в XIX веке (Понсар) отмечены всеми чертами эпигонства.
Французская классическая драма совершает наиболее полно цикл своего развития и оказывает существенное влияние на классическую драму других стран.

### Англия
В Англии классический стиль проявляется менее ярко. Для его развития том нет соответствующей социально-политической базы: крепкой абсолютной монархии, опирающейся как на дворянство, так и на буржуазию. Английская драма эпохи реставрации подражательна: трагедии Драйдена и Отвея — переделки Корнеля и Расина. XVIII век также не дал ничего особенно выдающегося в области британской классической трагедии, хотя «Смерть Катона» Аддисона и самостоятельнее произведений его предшественников.
Более совершенна продукция английского классицизма в области комедии («Прямодушный» Уичерли, вдохновлённый «Мизантропом» Мольера, «Любовь за любовь» Конгрива, в XVIII веке — «Школа злословия» Шеридана).

### Италия и Германия
В Италии классическая драма выступает в качестве оружия в борьбе за буржуазный театр (комедии Гольдони) и — на рубеже двух веков — за политическую свободу (трагедия Альфьери). В экономически отсталой Германии продукция классицизма подымается два раза, причем первые явно подражательные попытки направлены ещё против Барокко и пережитков феодализма (Готтшед), тогда как художественно высокосовершенная антикизирующая драма Гёте и Шиллера (произвольно выделяемая немецкими исследователями в качестве подлинной «классики» и противопоставляемая французскому псевдоклассицизму) знаменует сдачу незрелой германской буржуазией позиций «бури и натиска» и капитуляцию перед идеалами просвещённого абсолютизма.

### Россия
Под влиянием французской классической трагедии с опозданием почти на столетие возникают зачатки репертуара русского театра. На первых порах (во второй половине XVI века) для него характерна помесь вульгаризированного влияния шекспировского театра (через жанр так называемых «английских комедиантов») и традиций мистериальной драмы. Эти спектакли были закрытыми — придворными.
Театр при Петре I тоже не представлял собой ещё литературно-сценического явления, если не считать представлений, бытовавших в народной среде (например, «Царь Максимильян»). Только с половины XVIII века через любительство Шляхетного корпуса в Петербурге и Московского университета создаются первые кадры профессионального актёрства и складывается первый репертуар, представляющий собой подражание французскому классическому театру.
Первым директором русского придворного театра и его первым профессиональным драматургом был Александр Петрович Сумароков (1718—1777). В своих трагедиях («Хорев» (1747), «Синав и Трувор», «Димитрий Самозванец», «Мстислав» и др.) Сумароков выводит на сцену коронованных героев, людей сильных страстей. Тематический остов его пьес — борьба между «личным чувством» и долгом, — обычная коллизия французской классической трагедии. Трагедия у него подчинена тесным архитектоническим нормам, строго выдерживаются законы трёх единств, язык действующих лиц патетичен и риторичен. Борьба зла и добра неизменно заканчивается торжеством последнего.
Идеология Сумарокова — проповедь «просвещенного абсолютизма», того, что «приличествовало самодержавию, а не так, как республикам или парламенту»; в переводе на русские нравы это обозначало «просвещенное крепостничество». Кроме Сумарокова из русских драматургов этой же эпохи, продолжавших те же традиции классической трагедии, надо отметить Княжнина, раннего литературного предтечу декабризма: у него уже звучат нотки республиканца и врага самодержавной власти (трагедия его «Вадим» была предана сожжению), Ломоносова, Хераскова, Майкова и др.
Традицию классической трагедии завершает в 1810-х годах Владислав Александрович Озеров. Его «Эдип в Афинах» и «Дмитрий Донской» снискали себе широкую популярность среди современников.
Антагонистами сумароковщины были представители «народности» — Лукин, Аблесимов, Плавильщиков и др., — восставшие против насаждения заимствований с французского и ратовавшие за национальную драматургию. Героями их пьес выводятся, наоборот, представители демократических сословий — сиделец, мельник и т. д. Строгой поэтике придворного классицизма здесь противопоставлено разнообразие действия, отсутствие стесняющего единства времени, комизм сценических положений, обилие народных песен и плясок, этнографическая верность диалектов и т. д. Устами Аблесимова говорило мелкопоместное дворянство той поры; устами Лукина и Плавильщикова — зажиточное мещанство.
Виднейшим представителем среднепоместной драматургии XVIII века был Денис Иванович Фонвизин. В «Бригадире» и особенно в «Недоросле» Фонвизин открывает борьбу на два фронта — против офранцузившегося и потерявшего национальный облик дворянства («петиметр», Иванушка, бригадирша) и против мелкопоместных, злоупотребляющих своей властью над крестьянами, тупых и невежественных крепостников (Скотинин, Простакова). Идеалы автора пропагандируются резонёрами, добродетельными персонажами его комедий — неподкупным чиновником Правдиным, ревнителем дворянской старины Стародумом, помещиком среднего достатка, и владельцем 2 000 душ Добролюбовым.
Фонвизин с симпатией относится к верным дворянству слугам и всячески негодует на злонравие Простаковой, в результате которого множатся недоросли-Митрофанушки. Идеология обеих его комедий отличается достаточной умеренностью. Фонвизин в силу своей классовой принадлежности не пошёл против крепостного права, хотя и дал богатейший материал, свидетельствующий о крестьянском бесправии. Тем не менее художественные достоинства его комедий несомненны. Он индивидуализирует образы учителей (Кутейкина, Цыфиркина, Вральмана), он доводит до высокого совершенства диалог, он воссоздаёт современный ему поместный быт во всей его колоритной уродливости. Образы Простаковой и Митрофанушки сделались традиционными, вошли в плоть и кровь последующей литературы.
После «Недоросля» наиболее выдающейся комедией русского классицизма XVIII века не без основания считают «Ябеду» Василия Васильевича Капниста (1798), изобличавшую взяточничество и волокиту в русских судах, комедию, в ряде пунктов предвосхитившую «Доходное место» Островского.
Выдающимся памятником русской классической комедии является и «Горе от ума» Грибоедова. Явным отпечатком классической традиции следует признать прежде всего строгое соблюдение трёх единств (действие начинается рано утром в доме Фамусова и кончается там же к рассвету следующего дня; в комедия четыре акта, но третий явственно разбивается на две картины; стержень интриги — любовь Чацкого к Софье). Образ Лизы (влюблённой в буфетчика Петрушу) по всему своему психологическому наполнению и повествовательной функции целиком предопределен одним из излюбленных амплуа классической комедии — образом лукавой и бойкой наперсницы.
Однако наряду с влиянием классицизма в комедии Грибоедова уже сильно проявляются чисто реалистические элементы. Обилие характерных представителей барской Москвы, бытовые зарисовки уклада фамусовского дома, живость языка, приближающегося почти к разговорному, сентенции, вошедшие затем в пословицы, — обеспечили «Горю от ума» видное место в истории русской реалистической драматургии.

## Театральная техника
В области театральной техники классицизм продолжает дальнейшее развитие стационарного театра от громоздко разбросанной по площади средневековой мистерии, от представлений бродячих трупп, от переходных форм английского и испанского публичных театров в сторону дворцового театра, переносящего спектакль в обстановку дворцового зрительного зала. Основным техническим моментом включения всего наследия театральных форм под крышу театрального здания был момент применения перспективы, то есть изобретение картинного задника и кулис в объёме сценической коробки.
Новая картинность сценического ящика в свою очередь вызвала появление занавеса, искусственного света и пр. Произошло это в период времени второй половины XVI и начала XVII веков. Здесь и была проведена черта, отделявшая придворный театр эпохи итальянского Ренессанса и классицизма от традиций мистериального театра. Здесь было заложено основание той театральной системы, которая соединяла живописный принцип в постановке и действенно-литературное повествование в драматургии.
Маленький театр — особняк владетельного князя, герцога или крупного банкира-мецената (вроде Медичи во Флоренции), рассчитанный на хозяина, его приближенных и небольшой круг гостей, располагавшихся по рангу с строгим соблюдением «местничества», постепенно превращается в тип рангового ярусного театра, в основе сохранившийся и до наших дней и только теперь переживающий вновь процесс существенного изменения.